# Llei de l'Occità, Aranès a l'Aran
La llei de l'Occità, Aranès a l'Aran, aprovada al parlament de Catalunya el 22 de setembre de 2010, va ser promulgada amb el motiu d'oficialitzar aquesta llengua a tot el Principat. Segons la llei, l'occità serà la llengua preferent a les institucions araneses i la llengua vehicular de l'educació a l'Aran. La Generalitat de Catalunya, a més, haurà de respondre en occità a tots aquells que la facin servir. Gràcies a aquesta llei, l'aranès (variant molt semblant de l'occità) es tornà la tercera llengua oficial del territori català.